# Mulheres em Desenvolvimento
Mulher(es) em Desenvolvimento (ou Mulheres no Desenvolvimento) (MED) é uma forma de perceber e estudar o tema da subordinação e o trabalho das mulheres nos modelos e consequentes estratégias de desenvolvimento econômico.
Surge na década de 1970, com a volta aos estudos do desenvolvimento econômico em geral, e reconhece-se que historicamente a mulheres têm sido marginalizadas da sociedade em seu conjunto e em particular do sistema econômico. Motivo pelo qual tornou a mulher como ponto central do problema e o sistema unicamente terá sucesso na medida em que se tenha em conta o trabalho realizado por essa parte da população.

## Enfoque MED 1970
Põe-se ênfase no papel produtivo das mulheres (atividades econômicas), tendo como referência a subordinação econômica das mulheres para os homens devido à exclusão delas do mercado de trabalho. No entanto, este enfoque visualizava o problema como resultado de condições isoladas regionalmente, pelo que as soluções de política pública eram parciais e atomizadas
Além disso, os tipos de política pública reforçavam os papéis de gênero sem questionar a divisão social do trabalho decidida unilateralmente durante a história da humanidade

## A transição do MED ao Gênero no Desenvolvimento (GED)
Toma-se o subdesenvolvimento como causa da pobreza feminina, em vez de atribuir esta à subordinação de gênero. Para tentar solucionar o problema se focaliza no papel produtivo da mulher. O enfoque MED passa desta transição já que a integração que contribui a este enfoque é de maneira forçada.

## A agenda atual do gênero no desenvolvimento sustentável
Surge na crise da dívida externa e as políticas de ajuste estrutural dos anos oitenta. Procura-se aumentar a eficiência das políticas de desenvolvimento com a contribuição econômica feminina (empregando o trabalho não remunerado da mulher).